# 2018 アフリカ女子ネイションズカップ
2018 アフリカ女子ネイションズカップ（英語: 2018 Women's African Cup of Nations）は、2018年11月17日から12月1日にかけてガーナで行われた、第13回目のアフリカ女子ネイションズカップである。
この大会は2019 FIFA女子ワールドカップの予選を兼ねて実施される（アフリカの出場枠：3）。

## 出場資格について
赤道ギニア代表は当初、前回（2016年）大会で偽造の疑いのあるパスポートを示した選手を出場させたとして、今大会ならびに次回（2020年）大会の出場資格を剥奪されていた。その後、この処分は2017年7月のアフリカサッカー連盟（CAF）緊急委員会で取り消されることとなった（2017年9月に決定）。一方で2017年10月5日に国際サッカー連盟（FIFA）は、2016年オリンピック女子サッカーの予選において同チームが偽造の書類により本来代表選手として出場資格のない10選手を出場させていたとして、同チームを2020年オリンピック女子サッカーに加えて2019 FIFA女子ワールドカップも出場を禁止すると発表した。そのため赤道ギニアは当大会の結果に関わらず女子ワールドカップには出場できない。

## 予選大会
予選では、ホーム・アンド・アウェーの2試合合計得点が並んだ場合はアウェーゴール数の多いチームが勝ち上がりとなるが、それも並んだ場合はPK戦により勝ち上がるチームを決定する（延長戦は行わない）。
予選の組み合わせは以下の通りである。

### 1次予選
2018年4月4日から4月10日にかけて開催された。
| チーム #1      | 合計           | チーム #2          | 第1戦 | 第2戦 |
| -------------- | -------------- | ------------------ | ----- | ----- |
| セネガル       | 2 - 3          | アルジェリア       | 2 - 1 | 0 - 2 |
| リビア         | 0 - 15         | エチオピア         | 0 - 8 | 0 - 7 |
| モロッコ       | 1 - 1 (a)      | コートジボワール   | 1 - 1 | 0 - 0 |
| シエラレオネ   | 不戦勝         | マリ               | ※     | ※     |
| ブルキナファソ | 3 - 3 (PK 3-5) | ガンビア           | 2 - 1 | 1 - 2 |
| コンゴ共和国   | 3 - 1          | 中央アフリカ共和国 | 2 - 0 | 1 - 1 |
| ケニア         | 1 - 0          | ウガンダ           | 1 - 0 | 0 - 0 |
| レソト         | 3 - 1          | エスワティニ       | 1 - 0 | 2 - 1 |
| タンザニア     | 4 - 4 (a)      | ザンビア           | 3 - 3 | 1 - 1 |
| ナミビア       | 0 - 4          | ジンバブエ         | 0 - 2 | 0 - 2 |

※シエラレオネは棄権した。

### 最終予選
2018年6月6日から6月11日にかけて開催された。
| チーム #1        | 合計      | チーム #2        | 第1戦 | 第2戦 |
| ---------------- | --------- | ---------------- | ----- | ----- |
| アルジェリア     | 6 - 3     | エチオピア       | 3 - 1 | 3 - 2 |
| コートジボワール | 2 - 2 (a) | マリ             | 2 - 2 | 0 - 0 |
| ガンビア         | 0 - 7     | ナイジェリア     | 0 - 1 | 0 - 6 |
| コンゴ共和国     | 0 - 10    | カメルーン       | 0 - 5 | 0 - 5 |
| ケニア           | 2 - 3 ※   | 赤道ギニア       | 2 - 1 | 0 - 2 |
| レソト           | 0 - 7     | 南アフリカ共和国 | 0 - 1 | 0 - 6 |
| ザンビア         | 2 - 2 (a) | ジンバブエ       | 0 - 1 | 2 - 1 |

※実際の試合は赤道ギニアがケニアに2試合合計3-2で勝利したものの、赤道ギニアの選手の代表資格についてケニアからの申し立てを受け調査したところ、資格がないと判断され赤道ギニアは失格、代わってケニアが本大会に出場するものとされた。同選手は赤道ギニアに幼少期に居住していて祖父の国籍も赤道ギニアであるものの、カメルーン国籍のままであった。その後、赤道ギニアが異議を申し立てたことを受けCAFが再度調査を行い、同選手の出場資格は問題がないとして赤道ギニアの本大会出場を認める判断を下した。なおケニアはこのCAFの判断に対して、スポーツ仲裁裁判所への提訴も検討しているとしている。11月16日にスポーツ仲裁裁判所は、ケニアにより提出された、当大会出場を認めるかの緊急の訴えについて認めない判断を下した。

## 本大会
本大会では8チームが4チームずつ2組に分かれての1次ラウンド、ならびに準決勝（各組上位2チームが進出）・3位決定戦・決勝を行う。
試合開催日時はいずれも現地時間（UTC+0）による。

### グループステージ
グループステージの組み合わせ抽選は2018年10月21日に行われた。抽選におけるシード順は以下の通り。
| 第1シード                                                                     | 第2シード                                                 | ノーシード                                 |
| ----------------------------------------------------------------------------- | --------------------------------------------------------- | ------------------------------------------ |
| - ガーナ（開催国、A組1番に固定） - ナイジェリア（前大会優勝国、B組1番に固定） | - カメルーン - 南アフリカ共和国 （直近3大会の成績上位国） | - ケニア※ - マリ - アルジェリア - ザンビア |

※最終予選における赤道ギニアの失格処分があったことから、組み合わせ抽選の時点ではケニアが出場するものとされていたが、その後失格処分が取り消されたため、赤道ギニアが代わって出場する。
| 勝ち点が並んだチームが2チーム以上ある場合の順位決定方法 |
| --- |
| グループステージで勝ち点が並んだチームがあった場合は、以下の順で順位を決定する。 1. 勝ち点が並んだチーム同士での試合における勝ち点 2. 勝ち点が並んだチーム同士での試合における得失点差 3. 勝ち点が並んだチーム同士での試合における得点数 4. ここまでの基準により並ぶチームがなお2チームある場合は、それらのチームに対して上記1から3の基準を再度適用する。これでもなお順位を決定できないチームがある場合は、5に進む。 5. グループ全試合における得失点差 6. グループ全試合における得点数 7. 抽選 |

#### グループA
| 順 | チーム       | 試 | 勝 | 分 | 敗 | 得 | 失 | 差 | 点 | 出場権                 |
| -- | ------------ | -- | -- | -- | -- | -- | -- | -- | -- | ---------------------- |
| 1  | カメルーン   | 3  | 2  | 1  | 0  | 6  | 2  | +4 | 7  | 決勝トーナメントに出場 |
| 2  | マリ         | 3  | 2  | 0  | 1  | 6  | 5  | +1 | 6  | 決勝トーナメントに出場 |
| 3  | ガーナ       | 3  | 1  | 1  | 1  | 3  | 3  | 0  | 4  |                        |
| 4  | アルジェリア | 3  | 0  | 0  | 3  | 2  | 7  | −5 | 0  |                        |

| 2018年11月17日 15:30 |

| ガーナ | 1 - 0    | アルジェリア |
|        | レポート |              |

| アクラ・スタジアム, アクラ |

| 2018年11月17日 18:30 |

| マリ | 1 - 2    | カメルーン |
|      | レポート |            |

| アクラ・スタジアム, アクラ |

| 2018年11月20日 15:30 |

| ガーナ | 1 - 2    | マリ |
|        | レポート |      |

| アクラ・スタジアム, アクラ |

| 2018年11月20日 18:30 |

| カメルーン | 3 - 0    | アルジェリア |
|            | レポート |              |

| アクラ・スタジアム, アクラ |

| 2018年11月23日 16:00 |

| アルジェリア | 2 - 3    | マリ |
|              | レポート |      |

| ケープ・コースト・スタジアム, ケープ・コースト |

| 2018年11月23日 16:00 |

| カメルーン | 1 - 1    | ガーナ |
|            | レポート |        |

| アクラ・スタジアム, アクラ |

#### グループB
| 順 | チーム           | 試 | 勝 | 分 | 敗 | 得 | 失 | 差  | 点 | 出場権                 |
| -- | ---------------- | -- | -- | -- | -- | -- | -- | --- | -- | ---------------------- |
| 1  | 南アフリカ共和国 | 3  | 2  | 1  | 0  | 9  | 2  | +7  | 7  | 決勝トーナメントに出場 |
| 2  | ナイジェリア     | 3  | 2  | 0  | 1  | 10 | 1  | +9  | 6  | 決勝トーナメントに出場 |
| 3  | ザンビア         | 3  | 1  | 1  | 1  | 6  | 5  | +1  | 4  |                        |
| 4  | 赤道ギニア       | 3  | 0  | 0  | 3  | 1  | 18 | −17 | 0  |                        |

| 2018年11月18日 15:30 |

| ナイジェリア | 0 - 1    | 南アフリカ共和国 |
|              | レポート |                  |

| ケープ・コースト・スタジアム, ケープ・コースト |

| 2018年11月18日 18:30 |

| ザンビア | 5 - 0    | 赤道ギニア |
|          | レポート |            |

| ケープ・コースト・スタジアム, ケープ・コースト |

| 2018年11月21日 15:30 |

| ナイジェリア | 4 - 0    | ザンビア |
|              | レポート |          |

| ケープ・コースト・スタジアム, ケープ・コースト |

| 2018年11月21日 18:30 |

| 赤道ギニア | 1 - 7    | 南アフリカ共和国 |
|            | レポート |                  |

| ケープ・コースト・スタジアム, ケープ・コースト |

| 2018年11月24日 16:00 |

| 南アフリカ共和国 | 1 - 1    | ザンビア |
|                  | レポート |          |

| アクラ・スタジアム, アクラ |

| 2018年11月24日 16:00 |

| 赤道ギニア | 0 - 6    | ナイジェリア |
|            | レポート |              |

| ケープ・コースト・スタジアム, ケープ・コースト |

#### 準決勝
| 2018年11月27日 15:30 |

| カメルーン | 0 - 0 (延長) | ナイジェリア |
|            | レポート     |              |
|            | PK戦         |              |
|            | 2 - 4        |              |

| アクラ・スタジアム, アクラ |

| 2018年11月27日 18:30 |

| 南アフリカ共和国 | 2 - 0    | マリ |
|                  | レポート |      |

| ケープ・コースト・スタジアム, ケープ・コースト |

#### 3位決定戦
| 2018年11月30日 16:00 |

| カメルーン | 4 - 2    | マリ |
|            | レポート |      |

| ケープ・コースト・スタジアム, ケープ・コースト |

#### 決勝
| 2018年12月1日 16:00 |

| ナイジェリア | 0 - 0 (延長) | 南アフリカ共和国 |
|              | レポート     |                  |
|              | PK戦         |                  |
|              | 4 - 3        |                  |

| アクラ・スタジアム, アクラ |

## 優勝チーム
| 2018 アフリカ女子ネイションズカップ |
| ----------------------------------- |
| · ナイジェリア · 3大会連続11回目    |

## 2019 FIFA女子ワールドカップ出場チーム
- ナイジェリア（優勝）
- 南アフリカ共和国（準優勝）
- カメルーン（3位）